# Barabás Sári
Barabás Sári (1917-ig Burger) (Budapest, 1914. március 14. – Grünwald, 2012. április 16.) színésznő, énekesnő (szoprán).

## Életpályája
Barabás (Burger) István magánhivatalnok és Bajza Hedvig Izabella lánya. Balerinának készült. 1921-ben debütált először színpadon mint balettnövendék. Csodagyereknek tartották, szép karrier előtt állt. Egy baleset miatt nem lehetett balett-táncos. Énekelni kezdett; 1930-ban már a Zeneakadémia ének szakos növendéke volt; egy évet tanult itt, majd magánúton László Gézánál tanult. 1939-ben a Royal Színházban játszott, majd a Városi Színházban és a Magyar Állami Operaházban is fellépett. 1942-ben a Budapesti Operettszínházban, 1943-ban a debreceni Csokonai Nemzeti Színházban szerepelt. 1943 nyarán a Két kapitány című nyári operettben szerepelt az Erzsébetvárosi Színházban. 1947-ben lovaskocsin menekült el Magyarországról. Münchenben telepedett le. Először a müncheni rádiónál dolgozott, majd Wiesbadenben és Frankfurtban operaénekes volt. Szerződést kötött vele a müncheni Staatsoper és a Staatstheater am Gärtnerplatz is. 1950-ben turnézott az USA-ban. Nagy nemzetközi karriert ért el: 40 operaszerepet énekelt el három nyelven: olaszul, németül és franciául. 1952-ben szerződtette a londoni Covent Garden. Szerepelt még Londonban, Zürichben, Párizsban, az USA-ban és Bécsben is. Később a müncheni opera énekese lett. 2007-ben lépett utoljára színpadra. Férje halála után visszavonultan élt otthonában, a München közelében fekvő Grünwaldban.

## Magánélete
Első férje dr. Patat Pál, a Frigyesy klinika orvosa; 1939. június 7-én házasodtak össze. Második férje Franz Klarwein (1914–1991) színész volt, akihez 1956-ban ment hozzá; 1991-ben megözvegyült.

## Színházi szerepei
- Verdi: Traviata – Violetta
- Verdi: Rigoletto – Gilda
- Rossini: A sevillai borbély – Rosina
- Delibes: Lakmé – Lakmé
- Verdi: Az álarcosbál – Oscar
- Schubert-Berté: Három a kislány – Médi
- Strauss: Bécsi keringő – Léni

## Filmjei
- Bercsényi huszárok (1940)
- Ismeretlen ellenfél (1940)
- Magyar Kívánsághangverseny (1943-1944)
- Jazzálom (1943)

## Díjai, elismerései
- Kammersängerin (1963)
- Gärtnerplatztheater tiszteletbeli tagja (1999)